# التواب (أسماء الله الحسنى)
من أسمائه سبحانه: التّواب، وهو من صيغ المبالغة، وصيغ المبالغة إذا اتصلت بأسماء الله الحسنى، فتعني الكم والنوع، يعني يغفر جميع الذنوب كماً، ويغفر أكبر الذنوب نوعاً.

## التواب لغويًا واصطلاحًا
‌والتَّوَّابُ: (فعال) من تاب يتوب أي يقبل توبة عباده كما قال عز وجل: {وهو الذي يقبل التوبة عن عباده}، وقال: {غافر الذنب وقابل التوب}. فالله تعالى يقبل توبة عباده. 
و«فعال» من أبنية المبالغة مثل ضراب للكثير الضرب، وقتال للكثير القتل كما قال الشاعر:
أخا الحرب لباسًا إليها جلالها … وليس بولاج الخوالف أعقلا
فجاء تواب على أبنية المبالغة لقبوله توبة عباده وتكرير الفعل منهم دفعة بعد دفعة، وواحدًا بعد واحد على طول الزمان وقبوله عز وجل ممن يشاء أن يقبل منه، فلذلك جاء على أبنية المبالغة، فالعبد يتوب إلى الله عز وجل ويقلع عن ذنوبه والله يتوب عليه أي يقبل توبته، فالعبد تائب والله تواب.
والتَّوَّابُ: هو الذي يتوب على عبده، ويقبل توبته كلما تكررت التوبة تكرر القبول وهو حرف يكون لازما ويكون متعديا. يقال: تاب الله على العبد: بمعنى وفقه للتوبة. فتاب العبد كقوله تعالى: (ثم تاب عليهم ليتوبوا) ومعنى التوبة: عود العبد إلى الطاعة بعد المعصية.
والتَّوَّابُ: هو الذي يتوب على من يشاء من عبيده ويقبل توبته.
التَّوَّابُ: هُوَ الَّذِي يرجع إِلَى تيسير أَسبَاب التَّوْبَة لِعِبَادِهِ مرّة بعد أُخْرَى بِمَا يظْهر لَهُم من آيَاته ويسوق إِلَيْهِم من تنبيهاته ويطلعهم عَلَيْهِ من تخويفاته وتحذيراته حَتَّى إِذا اطلعوا بتعريفه على غوائل الذُّنُوب استشعروا الْخَوْف بتخويفه فَرَجَعُوا إِلَى التَّوْبَة فَرجع إِلَيْهِم فصل الله تَعَالَى بِالْقبُولِ.
وقال إسماعيل التيمي الأصبهاني: وَمن أَسْمَائِهِ تَعَالَى: ‌ التَّوَّابُ، وَمَعْنَاهُ: يقبل تَوْبَة عباده إِذَا أذنبوا، ويقبلهم إِذَا استقالوا والمخلوق تواب، لِأَنَّهُ يَتُوب إِلَى اللَّه، وَالله تواب يقبل تَوْبَة العَبْد.

## وروده في القرآن الكريم
قد ورد في القرآن الكريم إحدى عشرة مرة، ستة مواضع معرفاً بأل، كما في قوله تعالى:﴿فَتَلَقَّى آَدَمُ مِنْ رَبِّهِ كَلِمَاتٍ فَتَابَ عَلَيْهِ إِنَّهُ هُوَ التَّوَّابُ الرَّحِيمُ﴾ ،وقد ورد أيضاً في ستة مواضع، منوناً، كما في قوله تعالى:﴿وَلَوْلَا فَضْلُ اللَّهِ عَلَيْكُمْ وَرَحْمَتُهُ وَأَنَّ اللَّهَ تَوَّابٌ حَكِيمٌ﴾، وكان من دعاء إبراهيم وإسماعيل عليهما الصلاة والسلام: ﴿رَبَّنَا وَاجْعَلْنَا مُسْلِمَيْنِ لَكَ وَمِنْ ذُرِّيَّتِنَا أُمَّةً مُسْلِمَةً لَكَ وَأَرِنَا مَنَاسِكَنَا وَتُبْ عَلَيْنَا إِنَّكَ أَنْتَ التَّوَّابُ الرَّحِيمُ ۝١٢٨﴾

## التّواب له عدة معان
- الأول: أن التّواب هو الذي شرع التوبة لعبادة وجعلها محض تفضيل منه وكرم وجودٍ، ولم يكن بدلالة العقل أن الإنسان حينما يخطئ ثم يقلع عن ذنوبه، أن يسامح ويعفى من الذنب إلا أن هذا كان فضلاً من الله، الذي شرع لعباده التوبة من الذنوب.
- الثاني: الله التواب الذي يوفق عباده إلى التوبة، ويبعث في قلوبهم الرغبة فيها، فإن العبد لم يكن ليتوب لولا توفيق الله عز وجل لذلك هو سبحانه يوفق من يشاء من عباده، ويعينهم على التوجه إلى التوبة
- الثالث: أن الله يثبت العباد على التوبة، فإن العبد ربما تاب اليوم ونكث غدًا، وهكذا حتى يصبح مضطربًا، لا يستقر على حال من القلق.
- الرابع: أنه يقبل التوبة عن عباده، كما قال سبحانه: ﴿وَهُوَ الَّذِي يَقْبَلُ التَّوْبَةَ عَنْ عِبَادِهِ وَيَعْفُو عَنِ السَّيِّئَاتِ وَيَعْلَمُ مَا تَفْعَلُونَ ۝٢٥﴾[9] ،إن الله يغفر الذنب مهما عظم، إذا تاب العبد منه وأناب، فالله سبحانه وتعالى هو الغفور الرحيم.

### كتب
- كتاب مع الله - الدكتور: سلمان العودة

| الرقم | أسماء الله الحسنى | الوليد | الصنعاني | ابن الحصين | ابن منده | ابن حزم | ابن العربي | ابن الوزير | ابن حجر | البيهقي | ابن عثيمين | الرضواني | الغصن | بن ناصر | بن وهف | العباد |
| 80    | التواب            |        |          |            |          |         |            |            |         |         |            |          |       |         |        |        |
| ----- | ----------------- | ------ | -------- | ---------- | -------- | ------- | ---------- | ---------- | ------- | ------- | ---------- | -------- | ----- | ------- | ------ | ------ |